# Sophia Artin
Anna Sophia Jeanette Artin, född 17 maj 1964 i Essinge församling i Stockholm, är en svensk teaterproducent och teaterchef.

## Biografi
Sophia Artin har studerat filosofi och konsthistoria. 1993 började hon i biljettkassan på Teater Galeasen varefter hon blev teaterns producent. Sedan 2002 är hon teaterns chef och konstnärlige ledare. Under hennes ledning har teatern haft många framgångar. 2013 och 2017 erhöll Galeasen Svenska teaterkritikers förenings pris. Sophia Artin har varit gift med skådespelaren Leif Andrée som hon har två söner med.

## Priser och utmärkelser
- 2022 – Expressens teaterpris En bit av Georgs hatt.[3]